# Lamoria planalis
Lamoria planalis is een vlinder uit de familie snuitmotten (Pyralidae). De wetenschappelijke naam van deze soort is voor het eerst geldig gepubliceerd in 1863 door Francis Walker. De naam Lamoria planalis is mogelijk een synoniem voor Lamoria adaptella.
De soort komt voor in tropisch Afrika; de typelocatie is Sri Lanka.